# Gastroptychus iaspis
Gastroptychus iaspis är en kräftdjursart som beskrevs av Baba och Haig 1990. Gastroptychus iaspis ingår i släktet Gastroptychus och familjen Chirostylidae. Inga underarter finns listade i Catalogue of Life.